# Hrabstwo Cherokee (Kansas)

Piramida wieku hrabstwa

Hrabstwo Cherokee – hrabstwo położone w Stanach Zjednoczonych, w stanie Kansas, z siedzibą w mieście Columbus. Założone 18 lutego 1860 roku. Hrabstwo należy do nielicznych hrabstw w Stanach Zjednoczonych należących do tzw. dry county, czyli hrabstw gdzie decyzją lokalnych władz obowiązuje całkowita prohibicja.

## Miasta
- Baxter Springs
- Columbus
- Galena
- Weir
- Scammon
- West Mineral
- Treece
- Roseland

## CDP
- Lowell
- Riverton

## Drogi główne
- Interstate 44
- U.S. Route 66
- U.S. Route 69
- U.S. Route 160
- U.S. Route 166
- Kansas Highway 7
- Kansas Highway 26
- Kansas Highway 57
- Kansas Highway 66
- Kansas Highway 96
- Kansas Highway 102

## Sąsiednie Hrabstwa
- Hrabstwo Crawford
- Hrabstwo Jasper
- Hrabstwo Newton
- Hrabstwo Ottawa
- Hrabstwo Craig
- Hrabstwo Labette